# Condado de Douglas (Oregon)
O Condado de Douglas é um dos 36 condados do Estado americano do Oregon. A sede do condado é Roseburg, e sua maior cidade é Roseburg. O condado possui uma área de 13 297 km² (dos quais 252 km² estão cobertos por água), uma população de 100 399 habitantes, e uma densidade populacional de 8 hab/km² (segundo o censo nacional de 2000). O condado foi fundado em 1860.